# 安加莫斯島
安加莫斯島是智利的島嶼，位於佩納斯灣以南的太平洋海域，由麥哲倫-智利南極大區負責管轄，長18英里、寬12英里，面積447.7平方公里，海岸線長度187.7公里。
49°08′S 75°00′W / 49.133°S 75.000°W